# Citokin
Citokini so beljakovine z majhno molekulsko maso, ki delujejo kot posredniki med elementi imunskega sistema. Med seboj so si strukturno zelo podobni, vsi sodijo v družino glikoproteinov, imenovano hemopoetini.
Delujejo na celico, ki jih je proizvedla (avtokrino) ali na sosednje celice (parakrino), redko na daljše razdalje (endokrino). So pleiotropni - v različnih celicah imajo različen učinek. Glavni vir citokinov so aktivirani makrofagi in limfociti Th (celice pomagalke).

## Razdelitev in funkcija
Tradicionalno jih delimo na več razredov, kakor so jih uvrstili odkritelji. To so rastni faktorji (RF), interferoni (IFN), interlevkini (IL) in kemokini. Vendar pa se zaradi pleiotropnosti njihove funkcije večkrat prekrivajo in takšna razdelitev ni ustrezna. V zadnjem času jih razvrščajo bodisi po strukturnih podobnostih, bodisi po tem, ali delujejo kot vzpodbujevalci delitve ali funkcije limfocitov T. Najpomembnejši citokini so:
- Interlevkini
- Interferon gama (IFN-γ) - vzpodbuja limfocite T, B in NK, močan aktivator makrofagov
- Transformirajoči rastni faktor beta (TGF-β) - močan imunosupresor, preklop na proizvodnjo protiteles IgA
- Tumorje nekrotizirajoči faktor alfa in beta (TNF-α in TNF-β) - v majhnih koncentracijah sprožata izražanje molekul za pritrditev celic in aktivacijo levkocitov ter makrofagov, v velikih pa delujeta kot pirogena in povzročata septični šok.

V splošnem po vezavi na svoj specifičen receptor sprožijo kaskado reakcij v celici, ki na koncu vplivajo na katero izmed celičnih funkcij. To vključuje pospeševanje ali zaviranje prepisovanja genov oz. njihovih transkripcijskih faktorjev v jedru, rezultat česar je največkrat spremenjena produkcija drugih citokinov ali celičnih receptorjev za druge molekule.

## Receptorji
Receptorji za citokine se nahajajo na površini celic; imajo veliko afiniteto, zato so za učinek potrebne zelo majhne koncentracije citokinov (v rangu 10-9 mol/l). Strukturno so si bolj različni kot sami citokini, delimo jih na dva razreda:
- citokinski receptorji razreda I: imajo dve zunajcelični domeni, sem uvrščamo večino. Največ je dimerov - podenota α je specifična, več pa jih ima enako podenoto za prenos signalov, posledica česar je antagonizem (tekmovanje) citokinov. Receptor za interlevkin 2 se razlikuje od njih; ima tri podenote, signal pa lahko prenaša samo kompleten.
- citokinski receptorji razreda II: nanje se vežejo interferoni.